# 大學睦鄰社區
大学睦邻社区是位于美国纽约下东城的184爱列治街（爱列治街与雷文顿街口）的非营利组织，为移民与低收入家庭提供教育及社会福利服务。作为全美国第一个睦邻之家，自1886年成立以来，它为社区中占主要人口的移民们提供了大量服务。

## 歷史

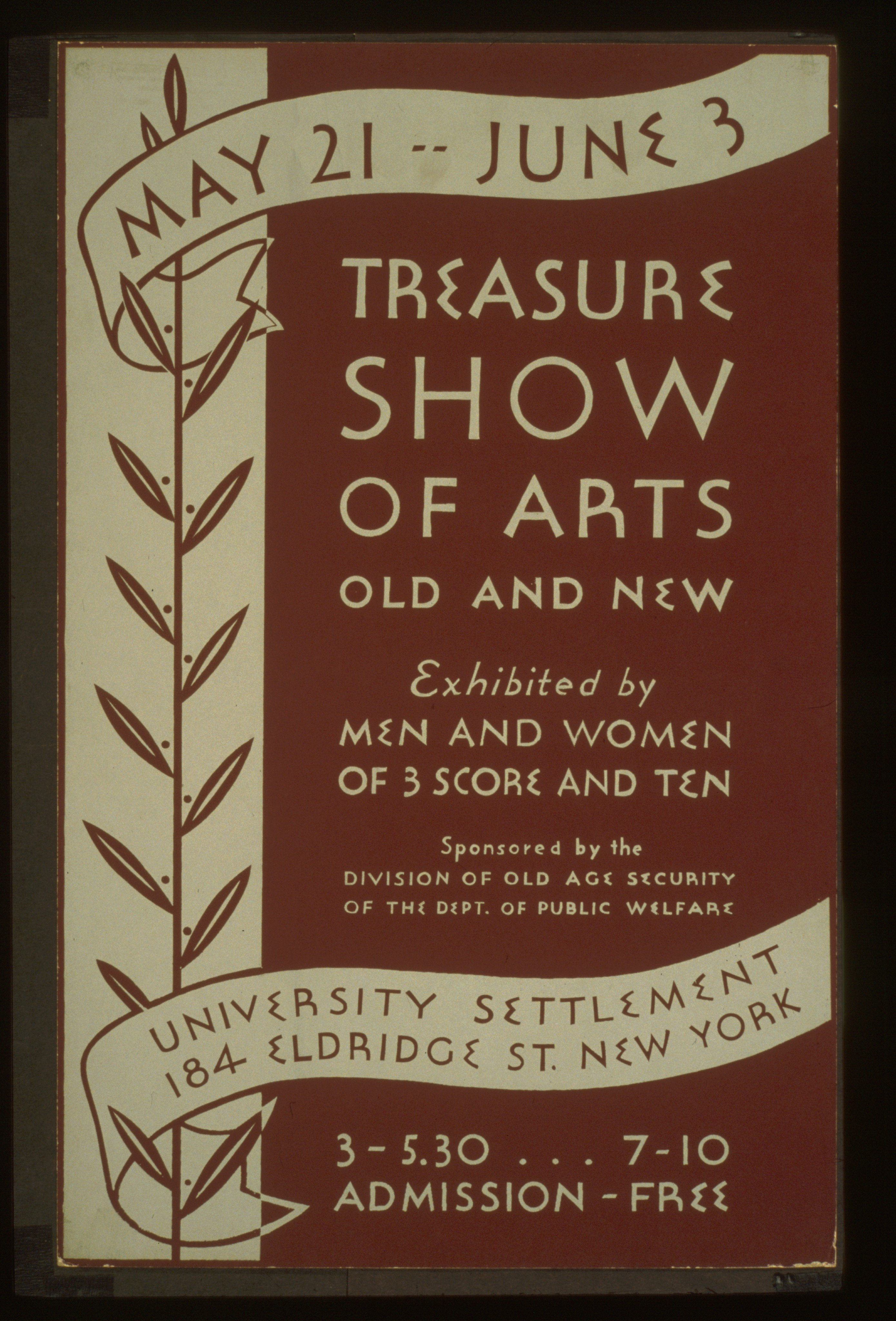
聯邦藝術方案 的海報宣傳一個於大學睦鄰社區舉辦的展覽 (1937)

大学睦邻社区是由斯坦顿·科伊特（Stanton Coit）和查尔斯·邦斯坦·斯托弗（Charles Bunstein Stover）于1886年在Forsyth街的地下室成立的社区协会。
大学睦邻社区持续向下东城地区的居民提供支持性服务。目前，它在曼哈顿和布鲁克林共设有31个服务站点。这些服务涵盖了纽约市民的多个方面，包括幼儿照顾、幼儿园教育、住房援助、精神卫生服务、大学和职业准备、危机干预、老年人活动、艺术活动、英语课程、课后活动以及夏令营等。

## 外部連結
- universitysettlement.org （页面存档备份，存于）：官方網站